# 国際連合安全保障理事会決議296
国際連合安全保障理事会決議296（こくさいれんごうあんぜんほしょうりじかいけつぎ296、英: United Nations Security Council Resolution 296）は、1971年8月18日に国際連合安全保障理事会で採択された決議である。バーレーンによる国際連合への加盟申請を検討した上で、国際連合総会に対して承認勧告を行った。